# Ябланце (Костанєвиця-на-Кркі)
Ябланце (словен. Jablance) — поселення в общині Костанєвиця-на-Кркі, Споднєпосавський регіон, Словенія. Висота над рівнем моря: 314,2 м.